# 五十川基
五十川 基（いかがわ もとい、天保15年9月6日（1844年10月17日） - 明治6年（1873年）2月22日）は、幕末・明治初期の備後福山藩士、医師。通称は基之丞、芳之丞。字は敬甫、号は米里。福山医学校兼病院（のちの同仁館病院）の設立に尽力した。

## 経歴
備後国に藩医・五十川周圭の嗣子として生まれる。五十川家は代々漢方医を業とし、周圭の代で蘭方に転じた。江木鰐水、寺地舟里の薫陶を受け、藩校・誠之館で学び、文久3年（1863年）10月17日に藩から洋学修業を命ぜられ、江戸の藩邸に寄留し、蕃書調所・医学所に通学修業。佐藤春海（尚中）の塾において、蘭学を修め、転じて慶応2年（1866年）に福沢諭吉の慶應義塾へ入塾（『慶應義塾入社帳』第一巻58頁，167頁）。同年帰郷し、誠之館の洋学世話取（教授）。明治2年（1869年）には同藩士・江木高遠が慶應義塾に入塾している。
維新後は福山藩の督事官・公議下局議長・政事堂掌吏と重用され、明治3年（1870年）、華頂宮博経親王の米国留学随員・盛岡藩知事の弟南部英麿の従者として渡米。コロンビア大学で在米中にドイツの軍事書『林戦要録』を翻訳出版した。肺結核により29歳で早世した。